# Bukovec u Jablunkova

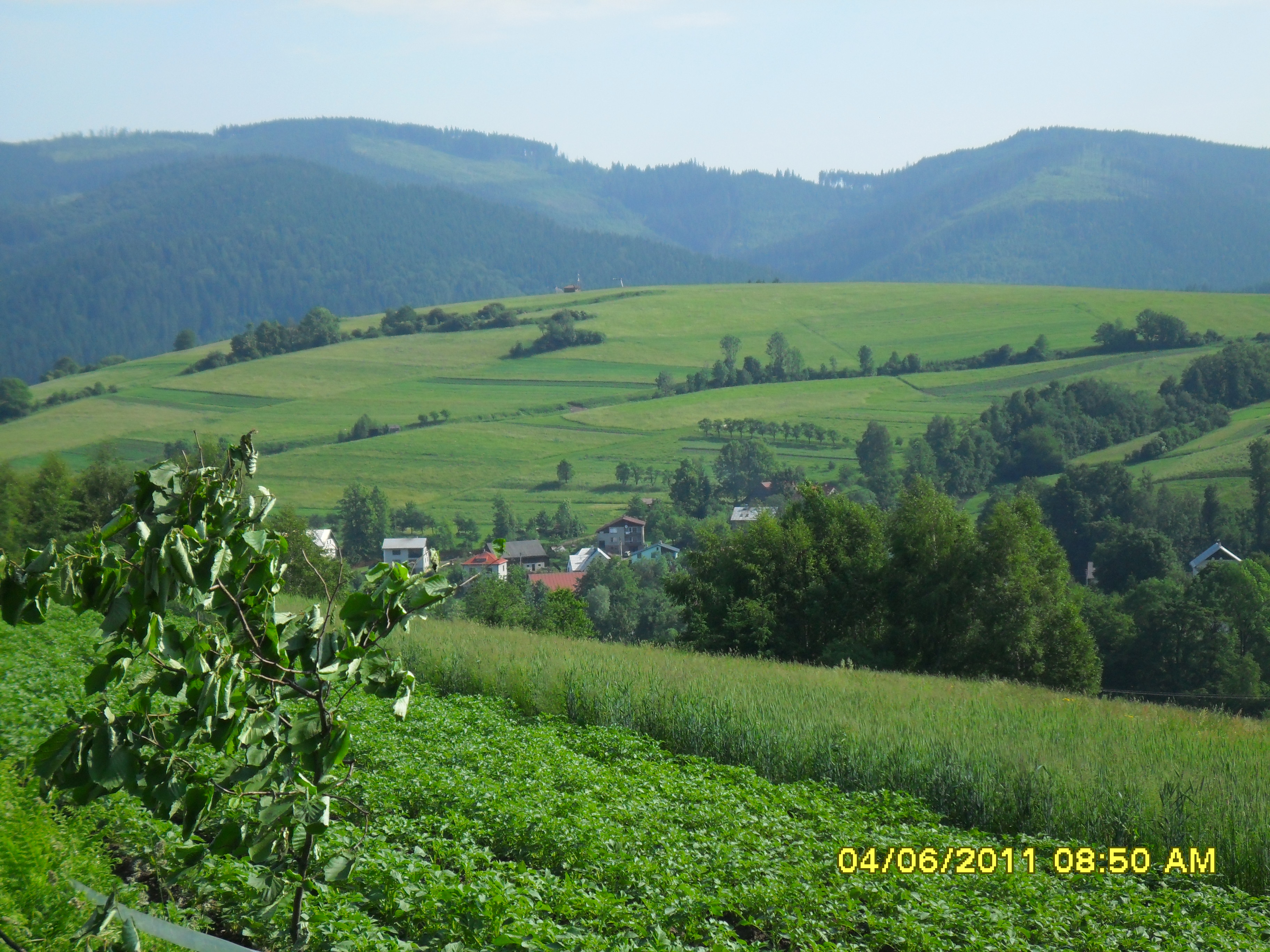

Bukovec anhörenⓘ (deutsch Bukowetz, älter auch Bukowitz, polnisch Bukowiec) ist die östlichste Gemeinde Tschechiens. Sie liegt fünf Kilometer südöstlich von Jablunkov in den Beskiden und gehört zum Okres Frýdek-Místek. Auf den Fluren der Gemeinde befindet sich bei 49° 33′ 1″ N, 18° 51′ 32″ O der östlichste Punkt Tschechiens.

## Geographie
Bukovec befindet sich links der Olsa in der Jablunkauer Furche (Jablunkovská brázda) zwischen den Schlesischen Beskiden und dem Jablunkauer Bergland. Das Dorf erstreckt sich entlang des Olsa-Zuflusses Zarembčok nach Südosten bis zum Fuß des Sušanský vrch (618 m). Nordöstlich von Bukovec erhebt sich der 571 m hohe Kempa, hinter dem der Straßengrenzübergang Bukovec / Jasnowice nach Polen führt. Bedeutend höher ist der Gírová im Südwesten mit 839 m.
Nachbarorte sind Jasnowice im Osten, Łacki und Jaworzynka im Südosten, Komorovský Grúň und Hrčava im Süden sowie Písek im Nordwesten.

## Geschichte
Bukovec wurde am 31. Mai 1353 durch Herzog Kasimir I. von Teschen gegründet.
1792 eröffnete in dem Dorf eine Kirchenschule. Herzog Albrecht von Teschen ließ 1855 ein neues Schulgebäude errichten.
1914 wurde bei Bukovec der letzte Wolf in den Beskiden erlegt. Er wurde präpariert und war lange Zeit in der Bezruč-Schule in Frýdek-Místek ausgestellt. Im Jahre 1921 entstand eine tschechische Schule, die 1937 in ein neues Schulhaus umzog. Die Touristenbaude auf dem Gírová wurde am 9. Juli 1932 eröffnet.
Nach dem Münchner Abkommen fiel Bukowiec 1938 an Polen.
Am 25. Juni 1939 erfolgte die Weihe der katholischen Kirche Maria Himmelfahrt. Nach der deutschen Besetzung Polens wurde Bukowetz als Teil des Landkreises Teschen Teil des Deutschen Reiches.
Nach dem Ende des Zweiten Weltkrieges kam der Ort zur Tschechoslowakei zurück und gehörte zum Okres Český Těšín, der 1960 aufgelöst wurde. 1975 erfolgte die Eingemeindung nach Jablunkov, wo Bukovec bis zur Wiederherstellung der Selbständigkeit im Jahre 1990 den Stadtteil Jablunkov V – Bukovec bildete.

## Sehenswürdigkeiten
- für das Teschener Land typische Schrotholzhäuser aus dem 19. Jahrhundert mit halbrunden Portalen
- Museum für Karol Piegza (1899–1988) im Gebäude der polnischen Grundschule mit Ausstellung über das Leben der Goralen
- Naturreservat Na Zadkach, 1988 errichtet
- die mit 38 m höchste Bergulme Tschechiens, der Baum ist etwa 360 Jahre alt
- Kirche der Jungfrau Maria Himmelfahrt, geweiht 1939
- Felsen und Schütthöhlen bei den Čertovy mlýny unterhalb des Gírová
- Sušanské šance am Sušanský vrch, die Schanzen entstanden im 16. Jahrhundert zum Schutz der Grenzen des Herzogtums Teschen gegen die Türken und Tataren